# Nepal nos Jogos Olímpicos de Verão de 2000
O Nepal participou dos Jogos Olímpicos de Verão de 2000 em Sydney, Austrália.